# باتريك والدن
باتريك والدن (بالإنجليزية: Patrick Walden) هو عازف قيثارة وموسيقي وكاتب أغاني بريطاني، ولد في 5 أكتوبر 1978 في إيزلينغتون ‏ في المملكة المتحدة.

## وصلات خارجية
- باتريك والدن على موقع ميوزك برينز (الإنجليزية)
- باتريك والدن على موقع أول ميوزيك (الإنجليزية)
- باتريك والدن على موقع ديسكوغز (الإنجليزية)